# ドメーヌ・ミュジカル
ドメーヌ・ミュジカル (Domaine Musical、ドイツ語: Musikalische Domäne) は、作曲者で指揮者のピエール・ブーレーズにより1953/1954年のシーズンから始められた、パリのコンサートシリーズのタイトル。1973年まで続けられた。

## 概要
民間資金によるこのコンサートシリーズは、当初俳優のジャン＝ルイ・バローとマドレーヌ・ルノーの本拠地マリニー劇場での実験的ステージ (約250席) に拠点を置いていた。ピエール・ブーレーズは1954年に、バロー＝ルノー劇団の後援でマリニ―小劇場演奏会を創設した。1955年にはこの演奏会をドメーヌ・ミュジカルと改称。シーズンごとに4回から6回のコンサートが開催された。ドメーヌ・ミュジカルは開催地というよりもプログラムのアイデアを指していた。コンサートのドラマツルギーは初期のころから3つの柱に基づいていた。
1. マショー、デュファイ、ガブリエーリ、ジェズアルド、モンテヴェルディ、ジョン・ダウランド、バッハ、モーツァルト[4]、そしてベートーヴェンなどの古い巨匠たちの作品を参考にして、革新的なプロセスが正当化され、忘れられていたレパートリーが再び取り上げられた。
2. 一般に意識されていなかった最近のクラシック音楽が取り上げられ、観客に知られるようになった。同時に、革新の伝統が発揮された。そこには新ウィーン楽派のシェーンベルク[5]、ウェーベルンそしてベルクはもちろん、フランスの先人ドビュッシー、ラヴェルあるいはヴァレーズ、更にはストラヴィンスキー[6]、メシアン[2][7]、そしてアイヴスやバルトークも登場した。
3. 1926年前後の生まれで存命中の作曲家の作品演奏や初演が重要な役割を果たした。古い巨匠たちを参照することは、自分たちの音楽的志向を正当化する試みとして読みとられた。最も多く演奏されたのはシュトックハウゼンやアンリ・プッスールだが、ピエール・ブーレーズ自身の作品も初演された[8]。

1966/67年のシーズンからブーレーズは指揮者としてのキャリアさらに追及し、ドメーヌ・ミュジカルの監督を辞任したので、それは1973年までジルベール・アミが引き継いだ。演奏はパリの交響楽団に在籍する音楽家たちが中心になって行い、1962年からは「アンサンブル・ドメーヌ・ミュジカル」と呼ばれるようになった。ドイツのオーケストラ (ケルンWDR交響楽団、カイザースラウテルンSWR管弦楽団) が客演した時のみ、交響作品を演奏することができた。
マリニー劇場からバローの劇団が撤退した後は、演奏会はガヴォー社の本社ビルにあるサル・ガヴォー (約900席) で開催され、後にバローの新しい劇場であるオデオン座 (約1280席) に移った。

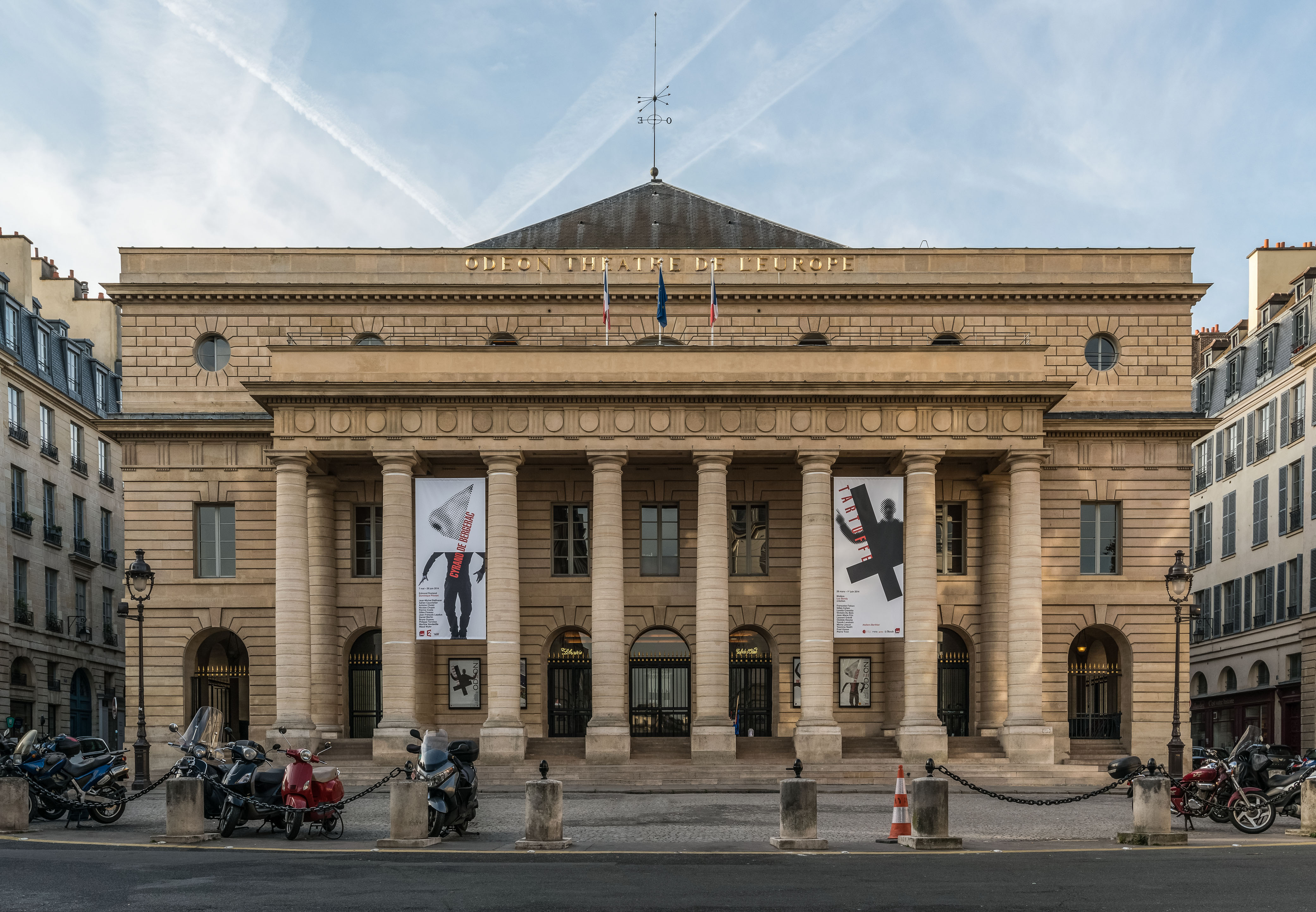
オデオン座

## 備考
メシアンの「異国の鳥たち」の初版のテンポ設定を守ったのは、このシリーズの演奏会のアンサンブルのみである。この録音は実在する。この曲はメシアンがドメーヌ・ミュジカル演奏会のために作曲したもので、1956年3月10日マリニ―小劇場でルドルフ・アルベール指揮、イヴォンヌ・ロリオのピアノ独奏により初演された。のちにメシアンは改訂を行い、初版のテンポ設定は破棄されることになった。